# Linia kolejowa Kretynga – Kłajpeda
Linia kolejowa Kretynga – Kłajpeda – linia kolejowa na Litwie łącząca stację Kretynga ze stacją Kłajpeda.
Linia na całej długości jest niezelektryfikowana. Liczba torów jest zmienna i wynosi na poszczególnych odcinkach:
- Kretynga – Šlikiai - linia jednotorowa
- Šlikiai – Stančiai - linia dwutorowa
- Stančiai – Kalotė - linia jednotorowa
- Kalotė – Giruliai - linia dwutorowa
- Giruliai – bocznica do portu  - linia jednotorowa
- bocznica do portu – Kłajpeda - linia trzytorowa

## Historia
Linia została wybudowana przez wojska niemieckie w 1915 jako część linii Kłajpeda - Lipawa. Początkowo leżała Cesarstwie Niemieckim, a jej końcowy odcinek wokół Kretyngi na okupowanym terytorium Imperium Rosyjskiego. W 1918 stacja Kretynga znalazła się na Litwie, a pozostała część linii pod kontrolą międzynarodową. Od 1923 linia w całości znajdowała na Litwie. W latach 1940–1991 linia leżała w Związku Sowieckim. Od 1991 ponownie znajduje się w granicach niepodległej Litwy.